# Genu varum
Genu varum é uma deformação dos ossos das pernas caracterizada por concavidade da coxa e saliência do joelho.